# Pader, Uganda
Pader  este un oraș  în  Uganda. Este reședinta  districtului Pader.